# 连江县
26°12′N 119°32′E / 26.200°N 119.533°E
连江县（平話字：Lièng-gŏng gâing，[lieŋ55 ŋouŋ55 kaiŋ242]（福州音）），是中华人民共和国福建省福州市下所属之县份。北鄰羅源縣、西傍晉安區、南接馬尾區、东濒台湾海峡，全县陆地面积1,168.13平方公里。
由于20世纪中叶第二次国共内战关系，原连江县一分为二，位于中国大陆的连江县主体为中华人民共和国政府控制。位于外海的少數島嶼等由中华民国政府實際統治，同樣設有連江縣，但管轄權只限於馬祖列島，为唯一两岸分治的县份。

## 历史

### 上古

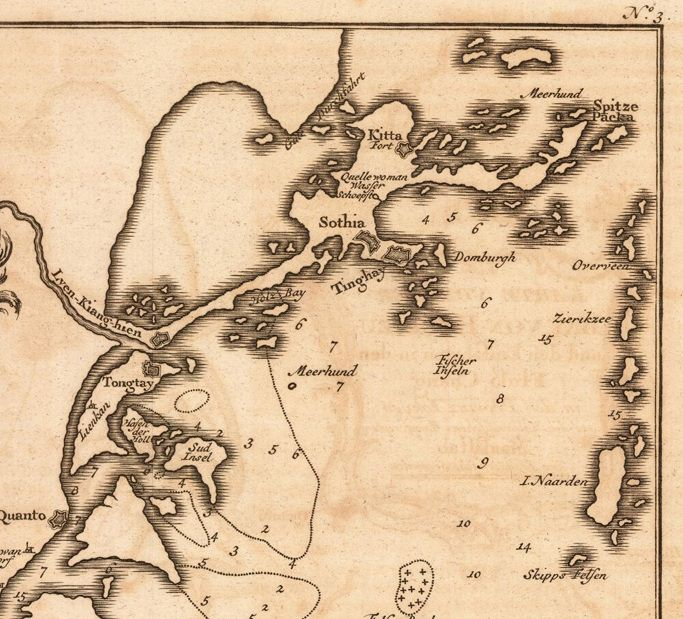
18世纪中叶荷兰商人绘画的闽江口海域地图，左下开始为Quanto（琯头）、Tongtay（东岱）到Lien-Kiang-hien（连江县），地图上半岛的Kitta Fort为古时海防堡垒，位于现在的安凯乡奇达村

根据目前的考古发现，连江县境内可证实的历史可追溯到新石器时代。春秋战国时期，连江县境属闽越地，秦代属闽中郡，西汉时期历属闽越国、会稽郡、冶县，东汉时属东侯官，三国时期属孙吴建安郡侯官县，设温麻船屯，温麻之名亦自此始。晋太康三年（公元282年）析侯官县温麻船屯地置温麻县，属晋安郡，为福建最早5个县份之一。隋开皇九年（589年）并入原丰县，开皇十二年（592年）改名闽县。唐武德六年（623年）从闽县析出重置温麻县，同年以城域大江前横，盈盈如束改名连江并沿用至今。天宝元年（742年），县治从伏沙迁移今址凤城，“北枕龙漈，南瞰鳌江”，此地因城域形似展翅南飞的凤凰得名。

### 中古
唐至五代中原大批移民南迁，割据福建的王审知推行鼓励农桑、轻徭薄赋政策，同时开辟甘棠港，连江县域经济得以发展。至宋代，连江进入鼎盛发展时期，推广种植双季水稻，农业产量增加，海洋捕捞和养殖业发展，并以产蛏闻名， 海运和贸易较发达；教育曾兴盛一时，理学家朱熹曾到连江讲学，咸淳元年（1265年）一科考中19名进士，为连江史上之最。元代后常受战乱影响，逐渐衰退。明永乐八年（1410年）至嘉靖四十五年（1566年），150余年间，县境屡受倭寇侵掠。嘉靖四十二年（1563年），邑人陈第配合戚继光，在马鼻大破倭寇，倭祸始靖。明代有甘薯、烟叶等外来农作物传入， 因县内大量种植甘薯，粮食总量增加。明清嬗代之季，兵连祸结，南明隆武政权、明郑政权与清军在连江数番交战，拉锯争夺，县内士民死者无算。此后清廷闽浙总督姚启圣厉行迁界和海禁， 连江沿海居民悉迁内地，田园荒芜5.7万亩，渔业、海运皆受较大影响。 及至清末，宣统三年九月十九日（1911年11月9日）夜，连江县光复会成员攻入县署，知县周之松缴印出署，清廷在连江的统治结束。

### 近代

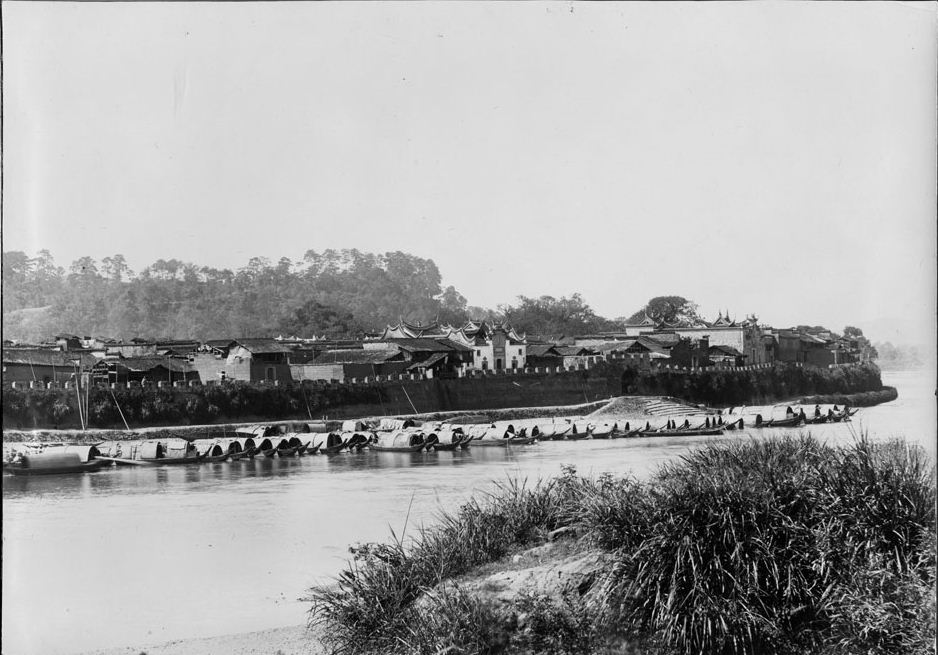
连江县20世纪初南门周边城墙，近处为敖江

民国时期连江县先后属福建省东路道和第一行政督察区，其中曾3次为省直辖县。民国肇始连江初为地方军阀李厚基势力范围，民国13年（1924年）后被北洋军阀海军陆战队割据。北伐战争后，连江县由南京国民政府管治。民国21年（1932年）6月连江出现中国共产党领导的游击队武装闽中工农游击队第一支队。随后县政府建立保卫团指挥部，筹建地方常备武装。民国22年（1933年）福建事变中，连江县曾划归中华共和国闽海省管辖，但只维持了53天，此时中国共产党在连江地区建立了革命根据地并于翌年1月建立连江县苏维埃政府。民国24年（1935年），国民政府收复连江县，南昌行营将连江列为重点剿匪区，全面清查户口，编组保甲，设区署和联保。在抗日战争期间，民国30年（1941年）和民国33年（1943年），侵华日军两次占领连江县城，共计达373天，这一期间全县物资匮乏，粮食紧张，物价飞涨，实行粮食统制、计口授盐。 民国32年（1943年）5月，国民革命军陆军第八十师收复连江县城。抗战结束后第二次国共内战旋即爆发。
民国38年（1949年），中国人民解放军渡过长江，进入福建，在淮海战役后败退到闽东北地区的中华民国国军陆军第74军开始于连江、福州一带集结防御，二级上将汤恩伯亲临连江重新部署。8月，解放军第31军93师从古田进入连江境内，8月16日占领连江县城和琯头。国军七十四军在连江之战中伤亡、被俘共3,000人以上，216师少将师长谷允怀被俘，餘部向琅岐和马祖列岛等地退却。

民国38年（1949年）8月13日，中国人民解放军第31军第93师进驻连江小沧，成立“连江县人民民主政府”；民国38年（1949年）9月6日，改为“连江县人民县政府”；1950年初，改为“连江县人民政府”。1953年8月17日，中华民国政府在马祖列岛复设连江县政府，双方长期武力对峙，驻军均在万人以上，多次发生规模不等的武装冲突。中华人民共和国成立后，连江县曾三次（计18年）属闽侯专区，二次（计16年）属福安（宁德）专区，1983年7月1日第二次归属福州市辖区，为福建省福州市下辖的一个县。1979年后海峡两岸关系逐渐缓和，连江不再作为两岸军事斗争的最前线，经济得以较快发展。1988年初，经中华人民共和国国务院批准连江县列入经济开放区。

## 政治

### 现任领导
| 机构     | · 中国共产党 · 连江县委员会 | 连江县人民代表大会 常务委员会 | 连江县人民政府     | · 中国人民政治协商会议 · 连江县委员会 |
| 职务     | 书记                        | 主任                          | 县长               | 主席                                  |
| -------- | --------------------------- | ----------------------------- | ------------------ | ------------------------------------- |
| 姓名     | 陈劲松                      | 林承祥                        | 高双成             | 冯慧钦                                |
| 民族     | 汉族                        | 汉族                          | 汉族               | 汉族                                  |
| 出生日期 | 1968年3月（57歲）           | 未知                          | 1970年10月（54歲） | 1970年12月（54歲）                    |
| 就任日期 | 2021年7月                   | 2021年12月                    | 2021年12月         | 2021年12月                            |

### 行政区划
| 小沧乡 蓼沿乡 潘渡镇 丹阳镇 东湖镇 江南镇 长龙镇 敖江镇 凤城镇 琯头镇 马鼻镇 透堡镇 浦口镇 东岱镇 晓澳镇 官坂镇 坑园镇 筱埕镇 下宫镇 安凯乡 黄岐镇 苔菉镇 马祖乡(未實際管轄) |

连江县自唐代始设5个乡：宁善、永福、太平、名闻、五贤。统20个里。宋代，宁善乡析为西宁善乡和东宁善乡；永福乡析为永福乡和南永福乡，共7个乡，统24里。元代东、西宁善乡合并为一，南永福乡改名永福乡，原永福乡的崇德四里至崇德一里依序改为二十九至二十六都，不隶乡里。全县共5个乡（统21里）、4都，此后历明、清两朝沿袭未改。民国时期政局不稳，且反复变革，县以下区划变动较多。
连江县现行行政区划共有16镇7乡：凤城镇、敖江镇、东岱镇、琯头镇、晓澳镇、东湖镇、丹阳镇、长龙镇、透堡镇、马鼻镇、官坂镇、筱埕镇、黄岐镇、苔菉镇、浦口镇、坑园镇、潘渡镇、江南镇、下宫镇、蓼沿乡、安凯乡、小沧畲族乡和马祖乡。其中，马祖鄉由中华民国的連江縣政府管辖，连江县人民政府并无实际管辖。

## 地理

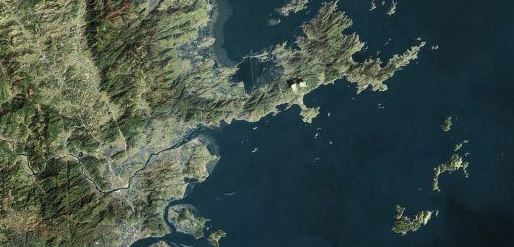
连江县卫星图，左下部分为凤城镇，黄岐半岛、马祖列岛在右侧

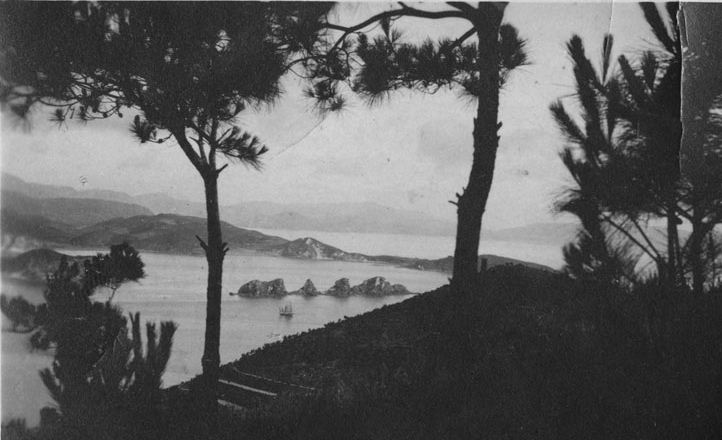
远处为五虎礁，一艘帆船从侧驶过，摄于1925年

连江县东临台湾海峡，县城离福建省会福州仅50公里。琯头镇与琅岐岛隔江相望，西部与福州市马尾区长安村毗连，位于闽江口的北侧。闽江从福州到琯头出口处，有长门与琅岐金牌两山夹峙，最窄处仅500米左右。闽江口外是南龟、北龟两岛，被称为“双龟锁口”；双龟外有壶江岛、川石岛、粗芦岛、五虎礁（又称“五虎守门”）等列于海口。东北部黄岐半岛位于罗源湾南部，出海后又有马祖列岛、东引岛、白犬列岛等数十个岛礁。

### 气候
连江县属亞熱帶氣候，降水充沛，干、湿季分明，夏有酷暑，冬少严寒，自然景观四季常绿，夏季海洋性气候特点明显，冬季大陆性气候特点突出。年日照時數1697.9小时。沿海地区风速较大，黄岐半岛的年均大风日数在100天以上。气象灾害主要是5、6月份洪水和夏季的颱風及暴雨。
| 连江(平均數據1991–2020 極端數據1981–2010) | 连江(平均數據1991–2020 極端數據1981–2010) | 连江(平均數據1991–2020 極端數據1981–2010) | 连江(平均數據1991–2020 極端數據1981–2010) | 连江(平均數據1991–2020 極端數據1981–2010) | 连江(平均數據1991–2020 極端數據1981–2010) | 连江(平均數據1991–2020 極端數據1981–2010) | 连江(平均數據1991–2020 極端數據1981–2010) | 连江(平均數據1991–2020 極端數據1981–2010) | 连江(平均數據1991–2020 極端數據1981–2010) | 连江(平均數據1991–2020 極端數據1981–2010) | 连江(平均數據1991–2020 極端數據1981–2010) | 连江(平均數據1991–2020 極端數據1981–2010) | 连江(平均數據1991–2020 極端數據1981–2010) |
| 月份                                      | 1月                                       | 2月                                       | 3月                                       | 4月                                       | 5月                                       | 6月                                       | 7月                                       | 8月                                       | 9月                                       | 10月                                      | 11月                                      | 12月                                      | 全年                                      |
| ----------------------------------------- | ----------------------------------------- | ----------------------------------------- | ----------------------------------------- | ----------------------------------------- | ----------------------------------------- | ----------------------------------------- | ----------------------------------------- | ----------------------------------------- | ----------------------------------------- | ----------------------------------------- | ----------------------------------------- | ----------------------------------------- | ----------------------------------------- |
| 历史最高温 °C（°F）                       | 26.5 (79.7)                               | 29.1 (84.4)                               | 32.2 (90.0)                               | 32.9 (91.2)                               | 34.7 (94.5)                               | 37.2 (99.0)                               | 38.7 (101.7)                              | 38.0 (100.4)                              | 36.0 (96.8)                               | 33.2 (91.8)                               | 31.6 (88.9)                               | 27.9 (82.2)                               | 38.7 (101.7)                              |
| 平均高温 °C（°F）                         | 14.7 (58.5)                               | 15.2 (59.4)                               | 17.8 (64.0)                               | 22.4 (72.3)                               | 26.5 (79.7)                               | 30.1 (86.2)                               | 33.3 (91.9)                               | 32.6 (90.7)                               | 29.9 (85.8)                               | 25.9 (78.6)                               | 21.8 (71.2)                               | 17.1 (62.8)                               | 23.9 (75.1)                               |
| 日均气温 °C（°F）                         | 10.7 (51.3)                               | 11.2 (52.2)                               | 13.5 (56.3)                               | 18.0 (64.4)                               | 22.4 (72.3)                               | 26.2 (79.2)                               | 28.9 (84.0)                               | 28.5 (83.3)                               | 26.1 (79.0)                               | 21.9 (71.4)                               | 17.9 (64.2)                               | 13.0 (55.4)                               | 19.9 (67.8)                               |
| 平均低温 °C（°F）                         | 8.0 (46.4)                                | 8.4 (47.1)                                | 10.6 (51.1)                               | 14.9 (58.8)                               | 19.4 (66.9)                               | 23.1 (73.6)                               | 25.4 (77.7)                               | 25.3 (77.5)                               | 23.1 (73.6)                               | 18.7 (65.7)                               | 14.9 (58.8)                               | 10.0 (50.0)                               | 16.8 (62.3)                               |
| 历史最低温 °C（°F）                       | −1.9 (28.6)                               | −1.1 (30.0)                               | −0.9 (30.4)                               | 5.5 (41.9)                                | 11.5 (52.7)                               | 13.7 (56.7)                               | 19.9 (67.8)                               | 20.1 (68.2)                               | 14.4 (57.9)                               | 7.7 (45.9)                                | 2.8 (37.0)                                | −3.6 (25.5)                               | −3.6 (25.5)                               |
| 平均降水量 mm（）                         | 63.7 (2.51)                               | 85.6 (3.37)                               | 137.6 (5.42)                              | 140.0 (5.51)                              | 189.1 (7.44)                              | 239.5 (9.43)                              | 160.8 (6.33)                              | 218.4 (8.60)                              | 150.2 (5.91)                              | 61.2 (2.41)                               | 71.1 (2.80)                               | 56.5 (2.22)                               | 1,573.7 (61.95)                           |
| 平均降水天数（≥ 0.1 mm）                  | 12.0                                      | 14.6                                      | 17.7                                      | 16.3                                      | 17.6                                      | 15.9                                      | 10.7                                      | 14.1                                      | 12.7                                      | 8.6                                       | 9.6                                       | 10.6                                      | 160.4                                     |
| 平均相對濕度（％）                        | 79                                        | 80                                        | 81                                        | 81                                        | 83                                        | 84                                        | 80                                        | 81                                        | 80                                        | 76                                        | 76                                        | 76                                        | 80                                        |
| 月均日照時數                              | 90.3                                      | 81.0                                      | 98.7                                      | 116.5                                     | 128.3                                     | 141.5                                     | 233.2                                     | 205.4                                     | 163.7                                     | 156.5                                     | 107.4                                     | 104.9                                     | 1,627.4                                   |
| 可照百分比                                | 27                                        | 25                                        | 27                                        | 30                                        | 31                                        | 34                                        | 56                                        | 51                                        | 45                                        | 44                                        | 33                                        | 32                                        | 36                                        |
| 来源：China Meteorological Administration |                                           |                                           |                                           |                                           |                                           |                                           |                                           |                                           |                                           |                                           |                                           |                                           |                                           |

### 水文
连江县境内多山，水系发育。长度在3公里以上的河流计73条。其中敖江为境内最大常年性河流，是福建省第六大河流，发源于古田县东北部鹫峰山脉，由罗源县流经小沧畲族乡、潘渡乡、敖江镇、凤城镇，在浦口镇与东岱镇注入东海。干流全长137公里，流域面积2665平方公里，境内有牛溪和财溪为敖江支流。福建省第一大河流闽江亦流经琯头镇汇入东海。

## 经济

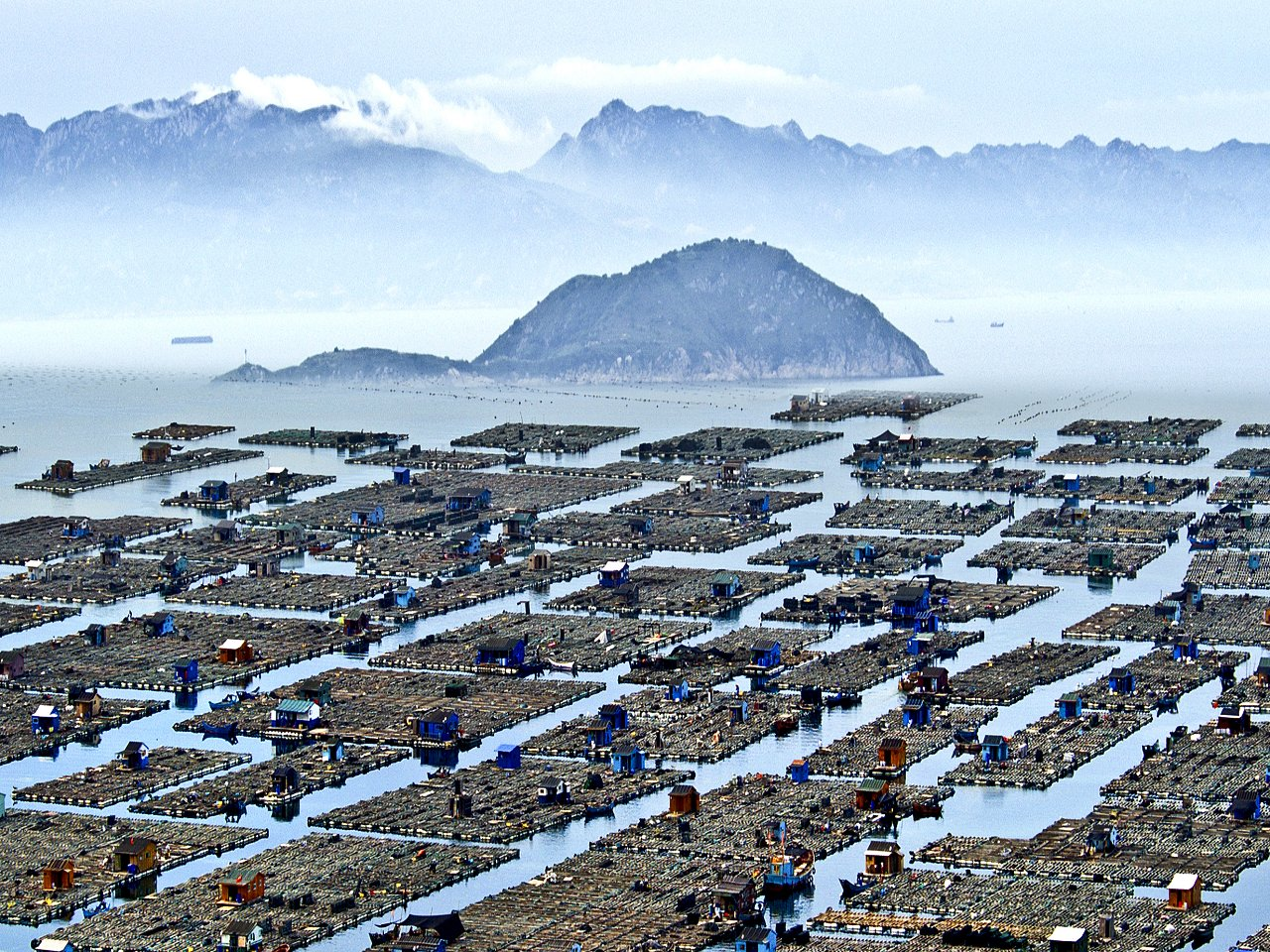
安凯乡奇达村海上渔排水产养殖

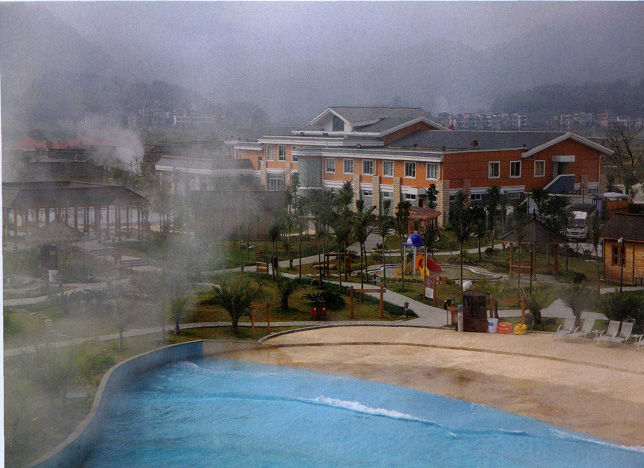
贵安温泉旅游度假区

连江县历史上是农业经济县份，以种植业、养殖业和捕捞业为主的第一产业，在国民生产总值中占主导地位，基本上是单一农业经济。1949年，国内生产总值中第一产业占85.1%，第二产业占4%，第三产业占10.9%。直到1995年，工业比重总产值方才首次超过农业总产值。 1980年代起，连江经济进入了较快发展时期，但历来工业基础薄弱，只在1998年至2003年，连续6年以第十名身份进入福建经济实力十强县， 经济发展水平很快被福建其他县市超过。 2009年，全县生产总值157.75亿元，比上年增长14.4%，人均GDP为28682元。 工业总产值155.19亿元，增长27.1%；农林牧渔业总产值98.64亿元，增长5.6%；进出口总额3.43亿美元，增长12.2%； 据官方资料，2009年城镇新增就业人数3002人；城镇登记失业率为1.8%。
1985年后连江水产业发展为连江的传统支柱产业，比重直线上升，成为福建水产大县。2008年，水产品产量62万吨，渔业总产值178亿元，以上两项连续25年在福建省县级城市中位列第一，在中国县级城市中目前处于第二位。 连江水产业还拥有一定的地域特色和知名度，在2010年“定海湾丁香鱼”通过认证成为中国地理标志产品。
由于大量居民移民海外，连江的侨汇和民间金融业非常繁荣，每年有大量侨汇侨资等的注入，2006年透过中国银行和其它金融机构从美国汇往连江的汇款有4亿2000万美元，在福建省县级城市中仅次于长乐。近年来，旅游业在连江县亦列为支柱产业来发展，其着力开发的旅游资源主要在于自然地理条件带来的地热温泉资源，连江已先后获评“中国温泉之乡” 和“中国十大温泉休闲基地”。
连江商人开办的休闲娱乐场所闻名中国，这些场所习惯上称“点”，以家族、亲友为单位相互参股投资，并由一个人掌管经营。多项投资、相互参股是连江商人开办休闲娱乐场所的一个重要特点。在相当长的时间内，做“点”是开网吧的代名词，中国各地电玩和网吧行业经营者多是来自连江。据媒体报道，2010年仅上海一地连江人开设的网吧就达到1700家之多。近年来随着网吧行业获利下滑，连江商人开始以网吧业确定的“点”为驻点，逐渐将投资方向转向舞厅、溜冰场、快捷酒店、桑拿、KTV。连江商人开办的休闲娱乐场存在经营不规范的问题，负面舆论多。

## 人口
有关连江人口数记载始见于宋淳熙六年（1179年），全县计18893户，53329人。 元代人口不详。明、清两朝不断加赋增捐，县民为躲避赋役匿报户口渐多，县内统计人口始终在两万人以下。清康熙五十三年（1713年），清廷颁布了著名的“滋生人丁，永不加赋”的诏令，使得丁税的数量成为定额，新增加的人口不必再负担丁税。雍正帝统治时推行摊丁入地，将中国实行两千多年的人头税（丁税）废除，而并入土地税， 匿报户口现象逐渐减少。 至道光九年（1829年），编查保甲门牌，全县共33425户，174406人。民国时期，政局不稳、战乱频仍，加之疫病流行，人口基本无增长，到民国38年（1949年）4月，全县人口为220775人。 中华人民共和国成立后，连江人口生育逐渐进入高峰，其中1954年出生率最高时达40.7‰。 20世纪80年代起，连江县人民政府開始推行计划生育。
截至2022年末，連江縣共有户籍人口67.5766万人，常住人口64.6万人，有31个少数民族共17793人，其中畲族15519人，占少数民族87.2%。

### 民族

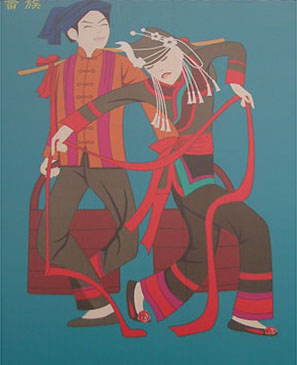
畲族男女青年形象

连江人口以汉族为主，汉族占连江人口的97%，根据1990年的普查数据，共有16个少数民族，人口计12340人，占总人口2.12%，畲族12249人，占全县总人口2.10%。另外还有少量的回族等少数民族。 畲族是连江人数最多、最主要的少数民族，主要分布在山区，以小沧畲族乡最为集中。 连江畲族妇女的独特服饰为凤头髻和凤冠，凤头髻是以红绒缠绕辫子并盘绕于头上，凤冠则多为银质，现在已不多见。

### 语言
连江属于福州十邑之一，居民使用当地方言连江话，连江话属闽语闽东片，与福州话语音、词汇、语法系统比较接近，也有一些不同于福州话的特点。 近年来因政府推普政策所致，普通话亦日渐普及。连江畲族居民的母语为畲話，由于宋元时期畲族人曾与客家人混居于闽粤赣交界地区，因此畲話受客语的影响很大，在迁入连江以后，畲話又受到连江话的一定影响，连江畲族人很多也能使用连江话。

### 姓氏
连江姓氏大部分渊源于中原一带，早期多同姓聚居一个村落，有的还以姓为村名，如韩厝里、刘厝里等。后随人口发展及婚嫁迁徙，姓氏逐渐增多。 根据1990年的普查数据，全县计有285姓。其中单字姓282姓，复姓3姓，其中姓氏人口最多的林氏，计94742人，其次是陈氏，计88136人， 故民间有“林陈半天下，黄郑满街摆”的说法。 这正切合了古代中原汉人移民福建的八姓入闽之说，即西晋末年的永嘉年间，由于胡人占领中原而被迫逃离家园南下移民入闽的八个汉人姓氏为：林、陈、黄、郑、詹、邱、何、胡。

### 移民海外

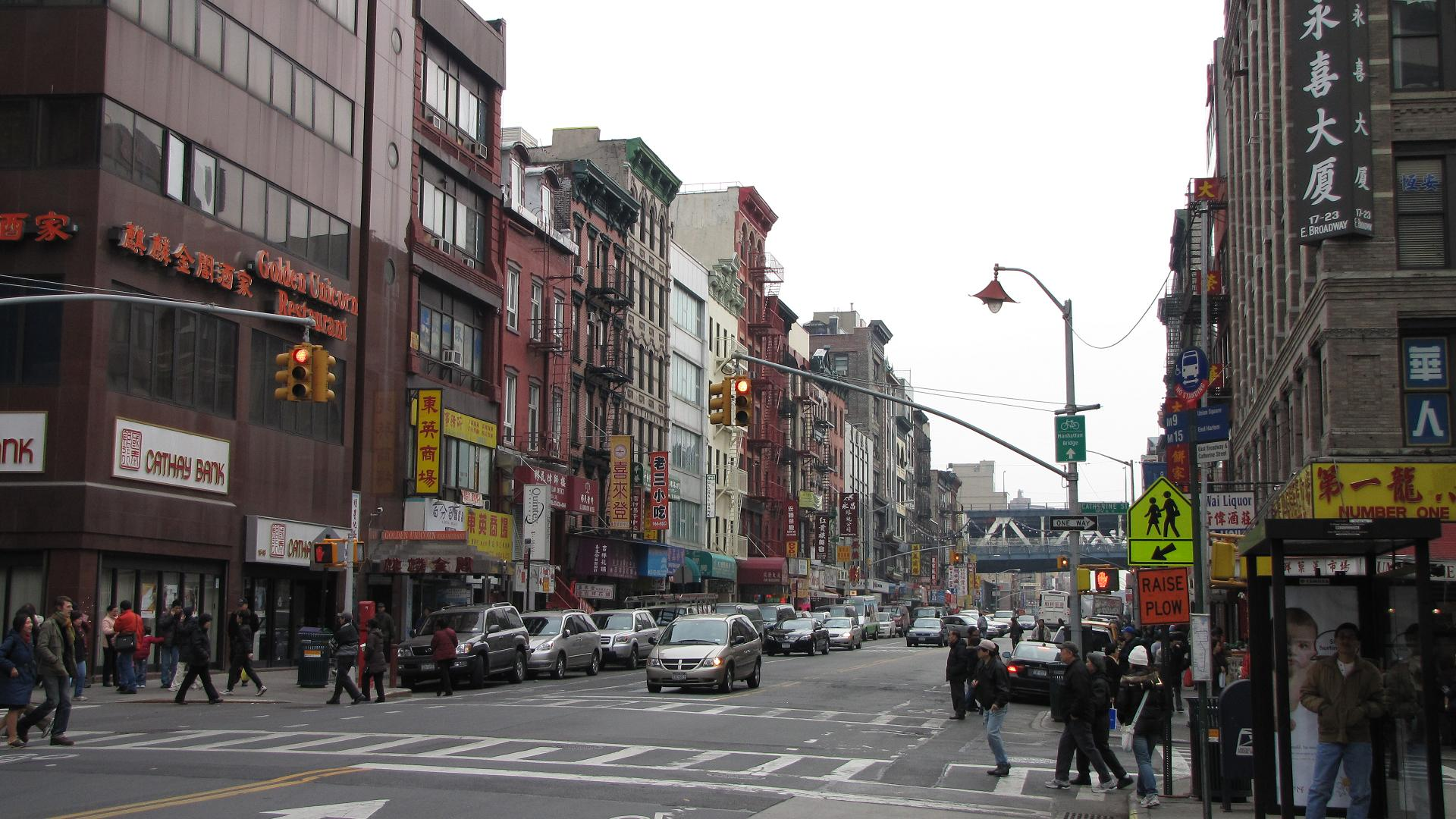
连江人移民美国大多聚居的纽约东百老汇大街

连江是福建省著名的侨乡。祖籍连江现居海外华侨华人、港澳人士计332157人。其中海外华侨74889人，华人138811人，出国人员94281人，香港居民18302人，澳门居民5874人，分布在美国、日本、澳大利亚、英国、加拿大、德国、新西兰、法国、新加坡等59个国家和地区。 连江人有着很长的移民史，《连江县志》记载在宋代就有连江人往返于中国与印尼之间。明崇祯十七年（1644年），城郊白沙村黄姓家族有人到日本经商，历数十载，卒后葬于长崎崇福寺后山唐人墓地。据日本学者宫田安实地考察，该墓地其中有一方为连江人。二十世纪90年代，日本鹿儿岛市白沙黄氏后裔江夏利成（“江夏”为黄姓郡望）等到白沙黄氏宗祠举行祭祖仪式。 到清朝末年，有西方人诱拐福州人前往东南亚、非洲（如留尼旺岛）、美国、墨西哥等地，称为“契约华工”，因待遇恶劣，当时很多福州人反感的称之为“卖猪仔”。据统计自清咸丰至民国初，连江属“契约华工”出国的华侨约110人。
1980年代以后，移民国外的连江人大幅增加，他们以乡镇农民阶层为主，其中大量人通过各种方式进入并滞留于美国等发达国家，属于非法移民，根据媒体报道，包括原籍连江人士在内的很多非法移民在所居住国生活较为艰难，处于社会低层，通过各种方法寻求身份合法化。 也有许多人通过既有的亲属关系移民，这些新移民在美国大多聚居于纽约。 20世纪末以来，福州沿海县市非法移民现象引起中国警方重视， 连江县有5个乡镇的7个村被列为非法移民整治区，当地居民护照申领难度加大。 与此同时，非法移民现象使得连江居民前往欧美等发达国家时申请签证较困难。

## 社會

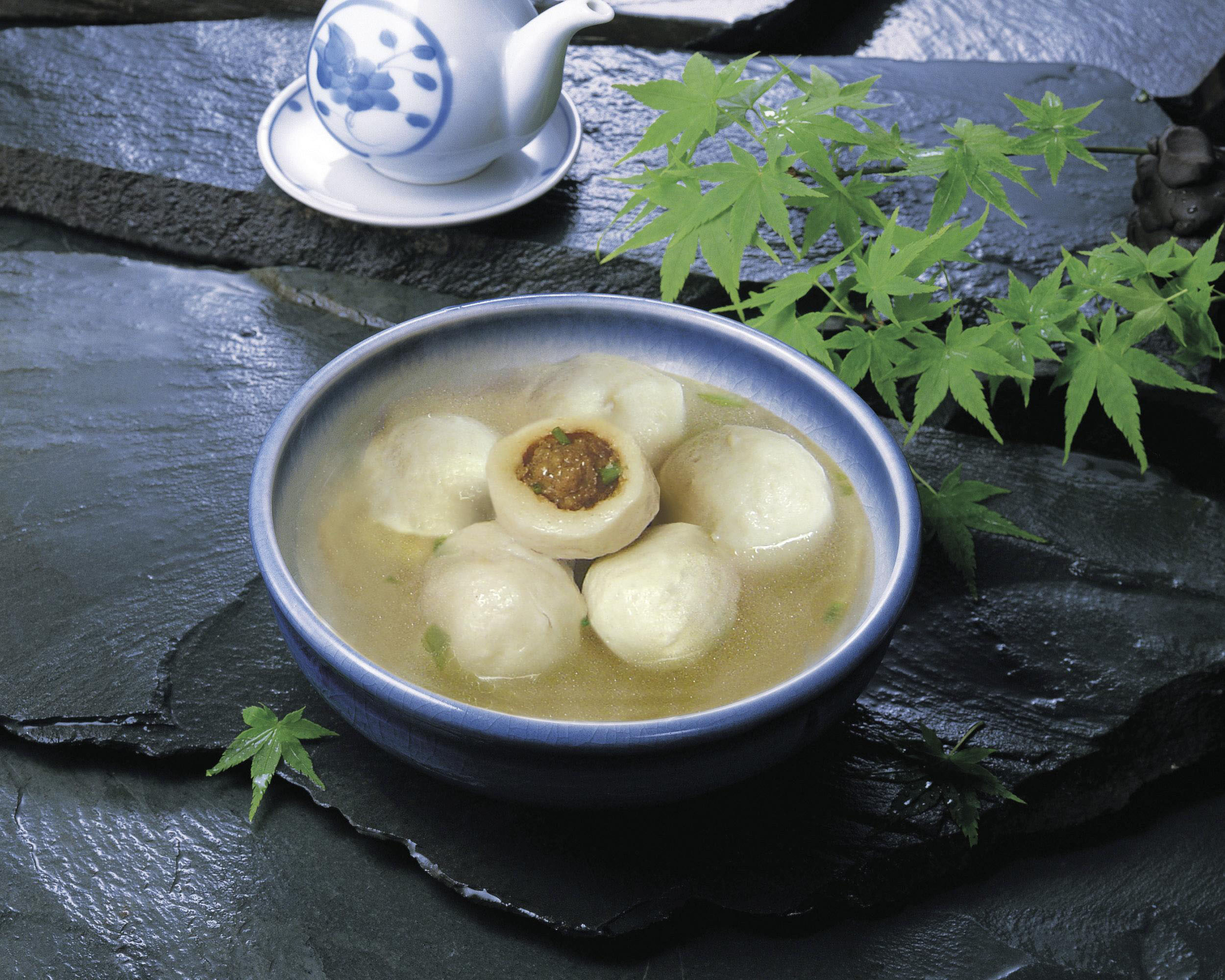
连江鱼丸

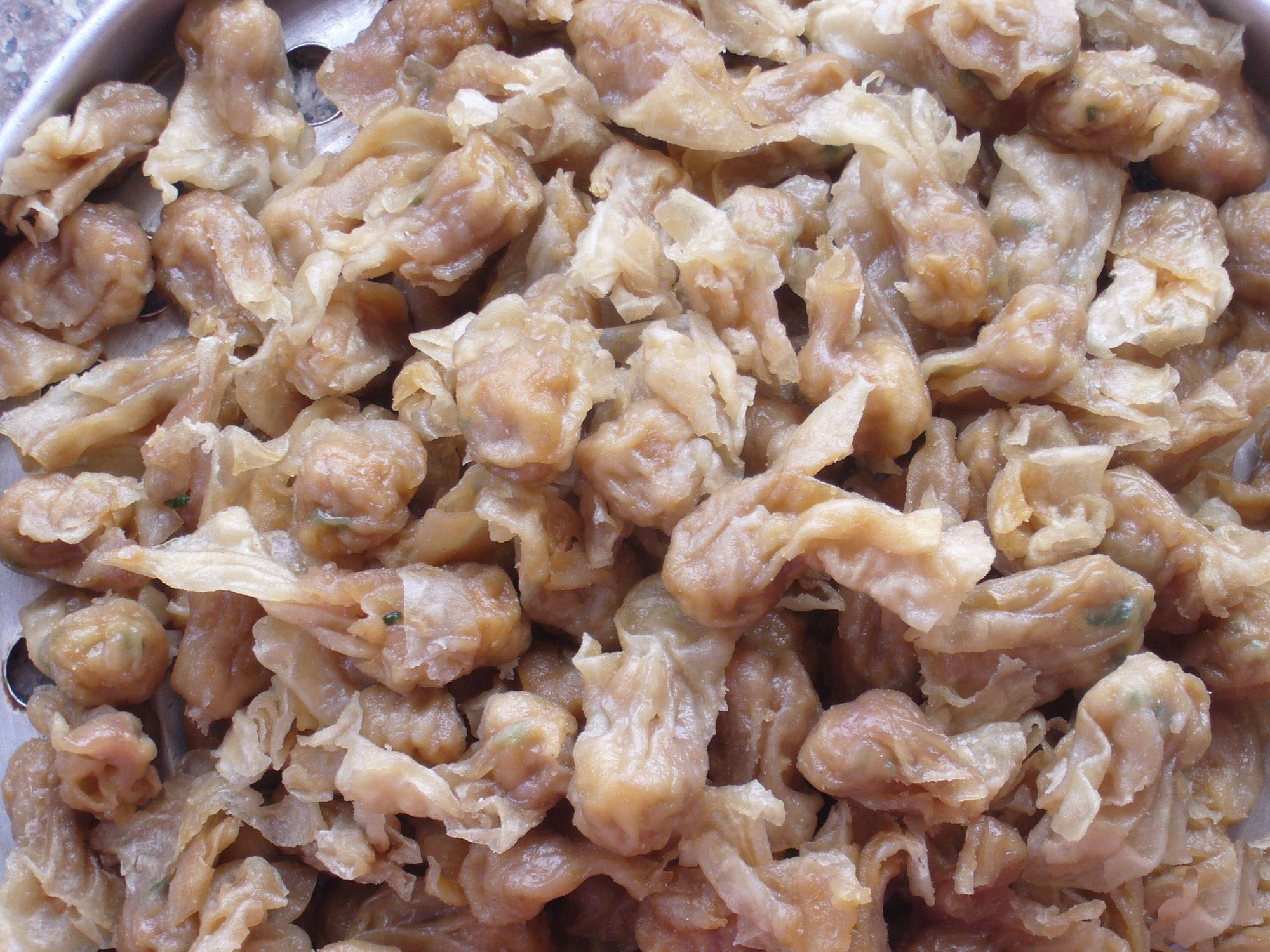
丹阳肉燕

### 饮食
居民日常主食以米饭为主，多食鱼、贝、果蔬等，菜系属闽菜。味道方面，注重清鲜、酸、甜、咸、香，尤重甜、酸、淡，极少使用辣椒等辛辣的调料。著名的当地小吃有鱼丸、肉燕、鼎边糊、拌面、扁肉、牛杂、蛎饼、马蛋等。

### 节慶
连江的许多节日和习俗具有浓厚的本土特色，一些如拗九节这样的节日是仅流行在福州十邑的节日。拗九节在每年农历正月廿九日，该节日源于“目连救母”的传说，各家在这一日会用糯米、红糖、𥻵、甘薯、花生、红枣、桂圆干等原料煮成拗九粥，用来祭祖或馈送长辈亲戚。春节为县内民众最隆重的节日，农历年底，连江人要“筅堂”（大扫除），在“三十暝晡”（即除夕夜）贴年符（春联）、放鞭炮、举行家庭晚宴。 正月初一早起先吃𥻵（意为时运好），讲究讲吉利话，一般互不串门；初二初三则是访问亲友拜年的日子，儿童也会得到压岁钱。农历正月十五元宵节夜晚，儿童由娘舅送花灯（连江话中“灯”“丁”同音，寓意添丁）， 灯会也在元宵达到高潮。清明节是纪念先人的节日，连江人会用嫩艾叶拌糍加馅作粿吃，俗谓菠菠粿，用于供奉、馈赠和食用。立夏当日，连江各家以豆芽、韭菜、或红糖拌米浆煎成咸、甜“夏粿”，祀神明、供祖先、馈亲戚，亦煮“鼎边糊”，意在祈祝夏秋好收成。端午节的传统则是食粽、扒龙船、悬艾蒲。农历七月十五是中元节，也称做半段，做半段的传统源于庆丰收和纪念先祖神诞，各家任择一日备酒馔祭祀祖先。中秋节的主要活动为吃月饼、赏月。连江习俗，十六岁以下儿童由娘舅送花饼。冬至前一天晚被称作冬节，家家户户制煮“油扁”（元宵丸）为主餐，并馈送亲戚，并用糯米和白米磨浆制糍用以搓𥻵，留至冬至早晨食用。

### 宗社
连江县内各村较大的姓氏多建有祠堂，并随着家族繁衍和迁徙，另建支祠或房祠，供祀本族认同的祖先。政治和经济实力较雄厚的宗族，建造祠堂规模较大，并留有广阔的活动场地，有的还设有族田祭产，祭祀礼仪亦最隆重，并与传统年节结合起来，多数在阴历正月初一举行合族祭祖团拜活动，以祭品设席，共宴一堂。有的祭毕还按丁口（16岁以上男子）发橘，以征吉祥如意。 虽然经历过土地改革、破四旧的重大冲击，但在改革开放后，宗族活动又重新活跃，各村都积极重修族谱和修复宗祠，尤其移民海外人数多的姓氏所修祠堂颇为壮观，并兼作娱乐活动场所。

## 教育

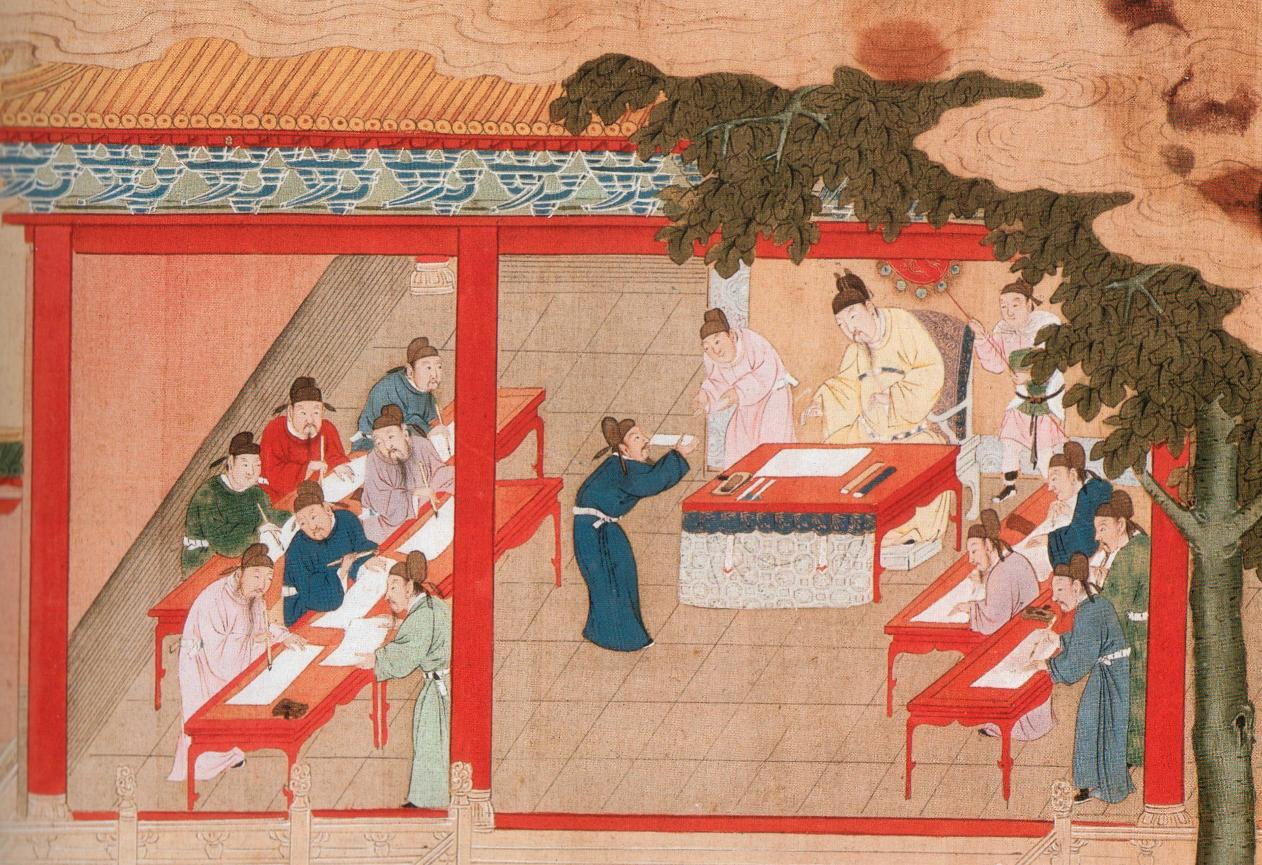
中国古代绘画中所描绘的殿试

自唐至清末，连江境內举进士第共367人，宋代中第人数最多，共293人。 史籍可考的连江第一个进士为张莹，中第时间为唐大顺元年（890年）。 较之福州十邑中的其他地方（如永泰县南宋时期出现“七年三状元”）， 连江士子于举业上成就不多，仅有明宣德八年（1433年）赵恢为殿试第一甲第二名（榜眼）。 据《连江县志》所载，清乾隆三十六年（1771年）胡绍峄亦曾名列一甲，为殿试第三名（探花）。《连江县志》此处记载为孤证，其他文献、史籍如《明清进士题名碑录索引》的记载却大不相同，乾隆三十六年辛卯恩科殿试第一甲第三名为浙江上虞人范衷，胡绍峄为殿试第三甲第四十三名。
截至2010年，连江县共有各类学校（园）228所。公立学校（园）143所，其中幼儿园3所，小学107所，初中学校23所（含九年一贯制学校6所），高级中学8所（含完全中学4所），职业中专2所；民办学校（园）85所，其中幼儿园81所。全县在校学生78278人。其中幼儿数18668人，小学生32354人（含特教学生227人），初中生16761人，高中（含职专）生10495人。全县专任教师4482人，其中幼儿专任教师198人，小学专任教师2046人，初中专任教师1377人，高中（含职专）专任教师861人。全县校园占地面积183多万平方米。建筑面积60万平方米。
连江县的高等院校有福建商学院连江校区和福州理工学院。

## 体育
连江传统的体育项目有武术、扒龙船（赛龙舟）等。武术门类主要有有潘渡、蓼沿山区的棍杖术、少数民族的“畲家拳”、琯头一带的南拳、敖江儒洋的少林拳，但存在习武者参与宗族械斗的现象。1980年代后，县内中老年多习太极拳运动健身。端午节时有龙舟竞赛的传统，参与人数多、热情高，观众亦多，有因比赛引起争执乃至斗殴，20世纪90年代以来，连江各级干部大多乡愿，为求相安无事、不生事端，官方已不再出面组织龙舟赛。 中华人民共和国成立后，由连江县人民政府牵头组织县运动会作为全县性体育竞技平台， 1950年代举办了一到六届县运动会， 1989年第七届县运动会后每四年举办一次，至2009年已举办十二届。 由于连江在两岸关系中的特殊渊源，体育竞技活动也掺入了政治因素，是中华人民共和国政府对台统一战线工作的延伸。 2005年9月，马祖人士组团前来观摩连江县第十一届运动会开幕式，其中包括中国国民党籍立法委员曹尔忠，随后还与黄岐镇代表队进行篮球友谊赛，这是时隔56年后两岸连江县首次体育交流活动。 连江县有关官员表示“比赛结果并不重要……今后要组织更多的文体活动……把海峡两岸人民的心紧紧地连在一起”。

## 交通

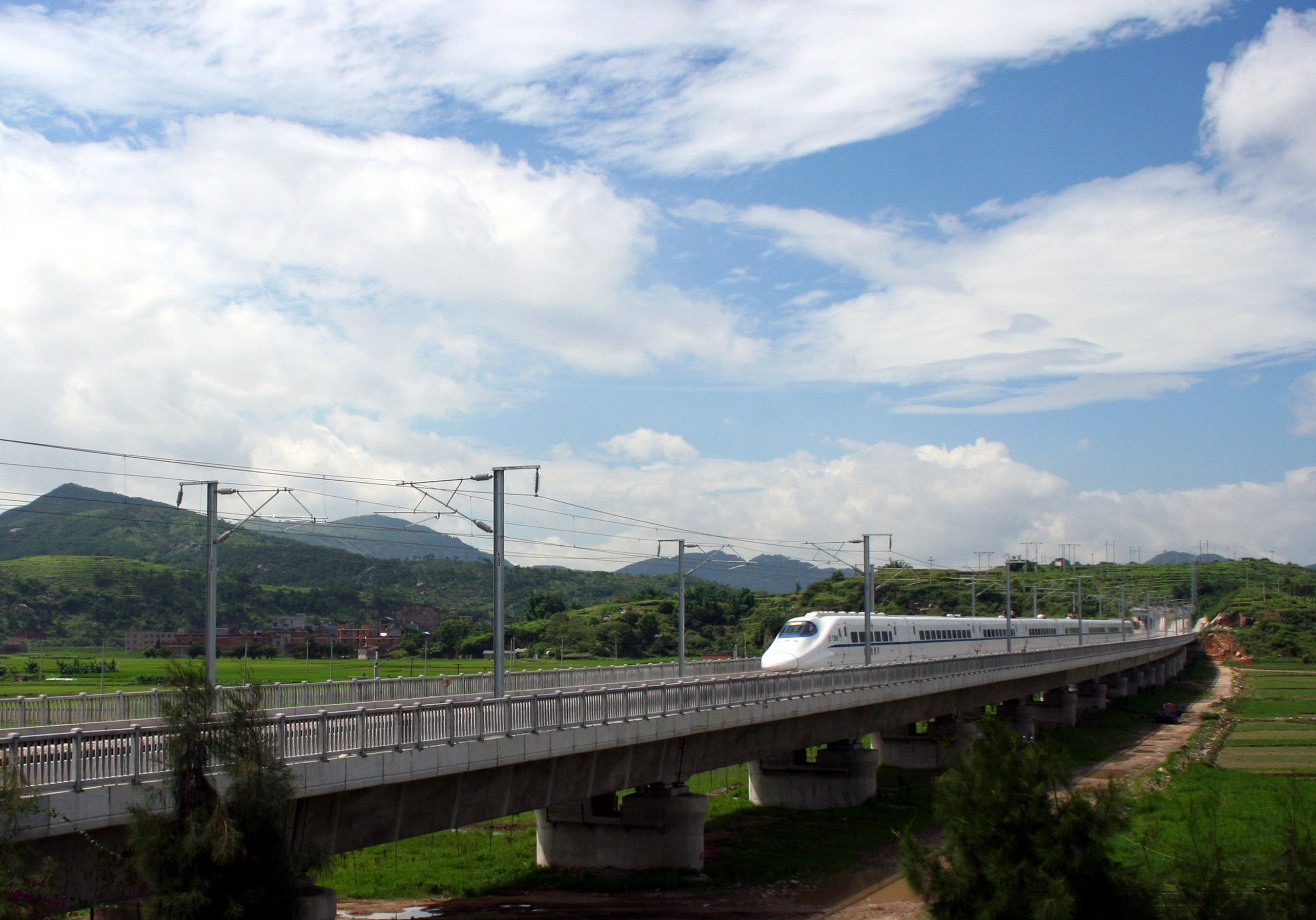
高速动车组驶过温福铁路连江段

连江背山面海，是福州通闽东及浙江的必经要道。宋代有省际驿道过境。至元、明两代，县城设有总铺。海岸线长，岛屿、港道众多，东汉三国设屯造船，晋时有6条航线，西连省会福州，北上浙沪至日本，东达台湾，南抵港澳和东南亚各国。明代多次海禁，倭寇侵扰及清初沿海大规模迁界移民，海运凋敝。连江县目前有温福铁路过境，连江火车站位于江南乡花坞村。 截至2017年2月，每日经停连江站全部列车共有25趟，无始发与终到列车。。搭乘航班需乘坐往返福州长乐国际机场与连江之间的专线巴士，全程约60公里。
连江县城区公共交通现以公共汽车为主，除贵安温泉旅游区新天地内公交专线外所有线路由连江县闽运公交公司负责经营，现有营运线路28条，2017年5月起部分线路可刷市区内的榕城通公交卡，可享受9.5折优惠。 2009年，闽运公交引进福建省首批液化天然气（LNG）公交车， 共39辆，2010年1月19日投入连江城区公交客运线路的营运，与以石油为燃料的车辆相比，LNG公交车可大幅度降低尾气排放量。2018年4月11日，福州市闽运公交公司与连江闽运公交公司联合开通了两条通往福州市区的公交线路380路与381路，起讫站分别为闽运连江车站 - 福新公交枢纽站 （首末班时间：夏季5: 30~19:30，冬季6:00~19:00） 和 福建商学院连江校区 - 马尾青洲公交总站（首末班时间：7:30~17:30），两条线路配备23辆10.5米城市电动客车，由于线路特殊，线路实行一人一座，不可站立的运营模式，起步票价均为2元，其中380全程10元，381全程7元。2019年5月27日，福州市闽运公交公司与连江闽运公交公司联合开通了382路，起讫站为闽运连江汽车站 - 福州华威西站，执行票价采用一票制，全程12元。

## 观光
连江濒临东海，海侵海蚀海峰地貌明显，岩体裸露，两列鹫峰山麓余脉平行向海岸延伸，形成众多曲折的岸线港湾，近海岛礁棋布。境内雨水充沛，植被茂密，溪河纵横，群山叠翠，其间错落许多自然和人文景观。目前县内有青芝山被列入福建省省级风景名胜区，青芝山在闽江口北岸琯头镇秦川村，离县城12公里，距福州42公里。因古时山上产有青紫色灵芝而得名。因山上岩洞众多，奇异幽雅，又名百洞山，历代文人在此留下80余幅摩崖题刻和楹联书画，真、草、隶、篆诸体皆备。1983年，中国中央电视台电视连续剧《西游记》摄制组曾在此拍摄外景。县城郊外的覆釜山、玉泉山与位于东岱镇西南的云居山等都是游客常至的景点。
截至2011年5月，连江县共有9处福建省文物保护单位，其中较为知名有长门炮台与林森藏骨塔。长门炮台位于琯头镇长门村电光山上，是目前中国现存最古老的最大的炮台， 始建于明崇祯五年，清代重建。1884年的中法马江海战中，曾击伤排水量4585吨的法国舰队拉加利桑尼亚号（La Galissonniere）装甲巡洋舰。抗日战争中，参加对日作战，屡遭日军轰炸，并最终为日军所毁。 林森藏骨塔位于琯头镇青芝山。由第3任南京国民政府主席林森于民国十五年（1926年）亲自督造。此外还有县内名人墓葬陈第墓，古建筑普光塔、含光塔、仙塔、 宝林寺法堂，近现代史迹连江光复会旧址与1995年中国历史博物馆水下考古研究室和西澳大利亚海洋博物馆考古部联合组队发现的宋、元时期定海白礁水下沉船遗址。